# 玉山站
玉山站，位于中华人民共和国江西省上饶市玉山县冰溪镇，是沪昆铁路上的火车站，由南昌铁路局上饶车务段管辖。车站办理列车接发、摘挂，客运办理旅客的到达和发送业务；货运办理的整车货品到达和发送、小运转列车的编解、摘挂、货物作业车的取送。
车站作为原浙赣铁路杭江段的终点站建于1932年，1933年11月16日建成投用。1935年延伸至上饶，1940年曾进行过扩建工程。玉山站作为原杭江铁路的终点，附近驻有有总机厂、车务段、工务段等单位，后随着浙赣铁路的拉通迁往上饶:309。1990年车站重建站房，面积1694平方米:337。在浙赣线电气化改造工程中，玉山站在原址的基础上“位移”0.5公里左右。

## 车站结构

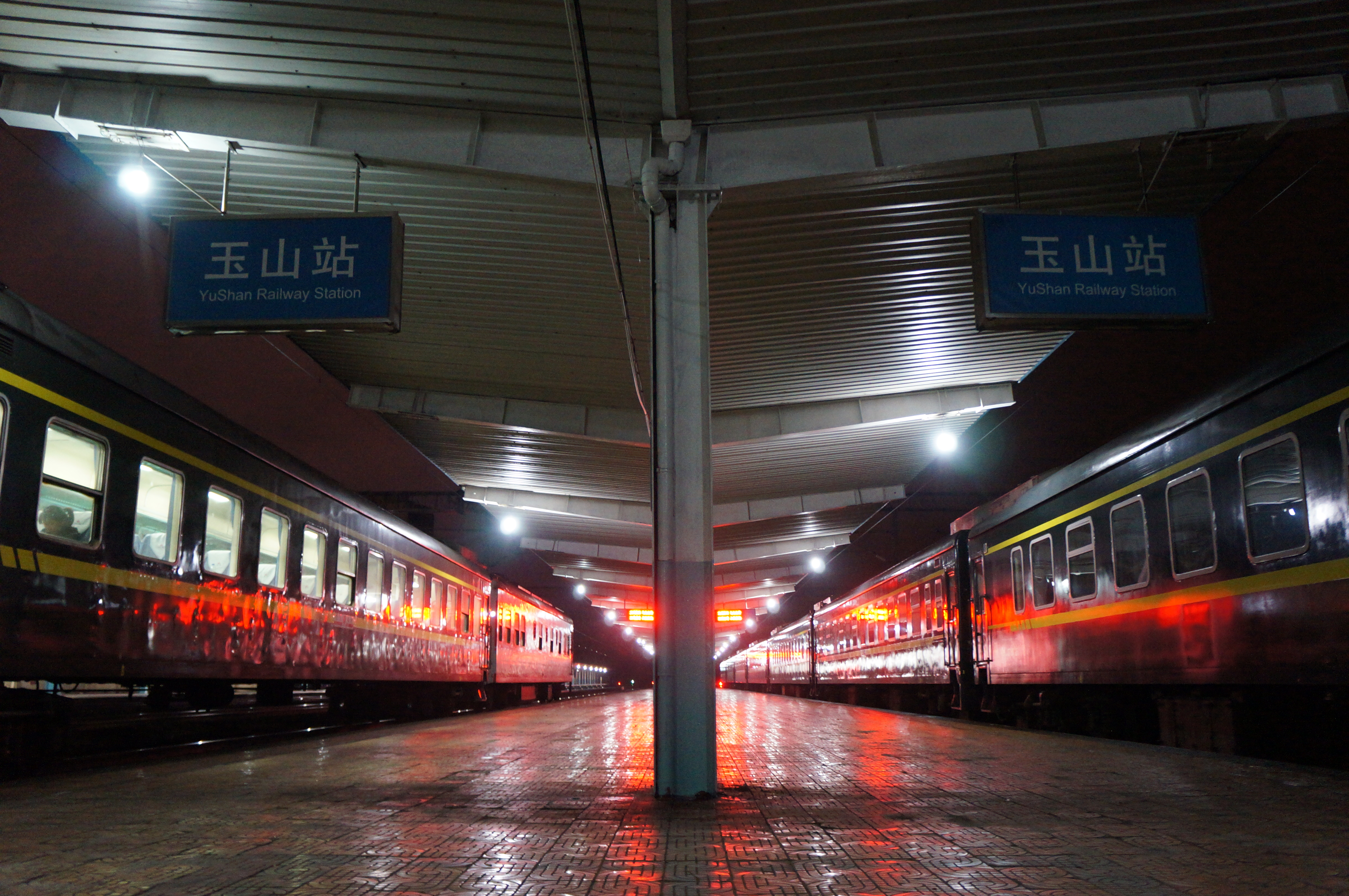
2、3号站台

玉山站设有6条股道（Ⅰ、Ⅱ、3、4、5、7道）和2座旅客站台。车站货场办理整车普通货物到发业务，面积42750平方米，内设2条货物线:337。此外车站设有通往中国石化玉山成品油配送分销中心的专用线，此外还设有股道通往鹰潭供电段上饶供电车间玉山网工区。
| 侧式站台 |                               |
| 1站台    | 沪昆铁路 往上海方向（湖沿站） |
| 通过线   | 沪昆铁路上行列车通过线        |
| 通过线   | 沪昆铁路下行列车通过线        |
| 2站台    | 沪昆铁路 往昆明方向（广丰站） |
| 岛式站台 |                               |
| 3站台    | 沪昆铁路 往昆明方向（广丰站） |
| 侧线     | 沪昆铁路                      |

## 車站周邊
- 玉山县冰溪镇后垅小学
- 万柳洲公园
- 玉山豪盛国际酒店
- 冰溪小学
- 三清山美景购物广场
- 冰溪镇人民政府